# Elektromoskéshal-alakúak
Az elektromoskéshal-alakúak (Gymnotiformes) a sugarasúszójú halak (Actinopterygii) osztályának egy rendje.

## Rendszerezés
A rendbe az alábbi alrendek, öregcsaládok és családok tartoznak.
- Gymnotoidei
  - Elektromoskéshal-félék (Gymnotidae)
- Sternopygoidei
  - Rhamphichthyoidea
    - Hypopomidae
    - Rhamphichthyidae

  - Apteronotoidea
    - Apteronotidae
    - Sternopygidae